# Noruega (novel·la)
Noruega és una novel·la de Rafa Lahuerta Yúfera, publicada per Llibres de la Drassana l'any 2020. Amb aquesta novel·la, Lahuerta va guanyar el Premi Lletraferit de Novel·la 2020. Va exhaurir la primera edició en només un mes, fet inusual en la narrativa en valencià. En un any va vendre més de 10.000 exemplars, superant els 18.000 i sent el llibre en valencià més venut a les edicions de la Fira del Llibre del 2021 i 2022. L'escriptor valencià Ferran Torrent, en referència a l'èxit del llibre i al qüestionament rebut pel model de llengua utilitzat, opinà que les crítiques eren «per enveja», i afirmà:
«No ens enganyem, al País Valencià el pastís és molt menut i de colp ve un autor i s’emporta la meitat del pastís, i els altres quaranta-cinc es queden sense res».
La traducció al castellà de la novel·la es va anunciar el 20 de novembre de 2021 i es va publicar el 7 de desembre de 2021.
Lahuerta ja havia publicat el 2014 el llibre de memòries La balada del bar Torino, on narra les seues vivències i les de la València de la seua joventut, especialment vinculades amb el València CF.

## Sinopsi
Es tracta d'unes memòries ficcionades protagonitzades per Albert Sanchis Bermell, un valencià nascut en la dècada del 1970, i la seua trajectòria vital a la Ciutat de València.